# Asva
Koordinaten: 58° 25′ N, 23° 1′ O

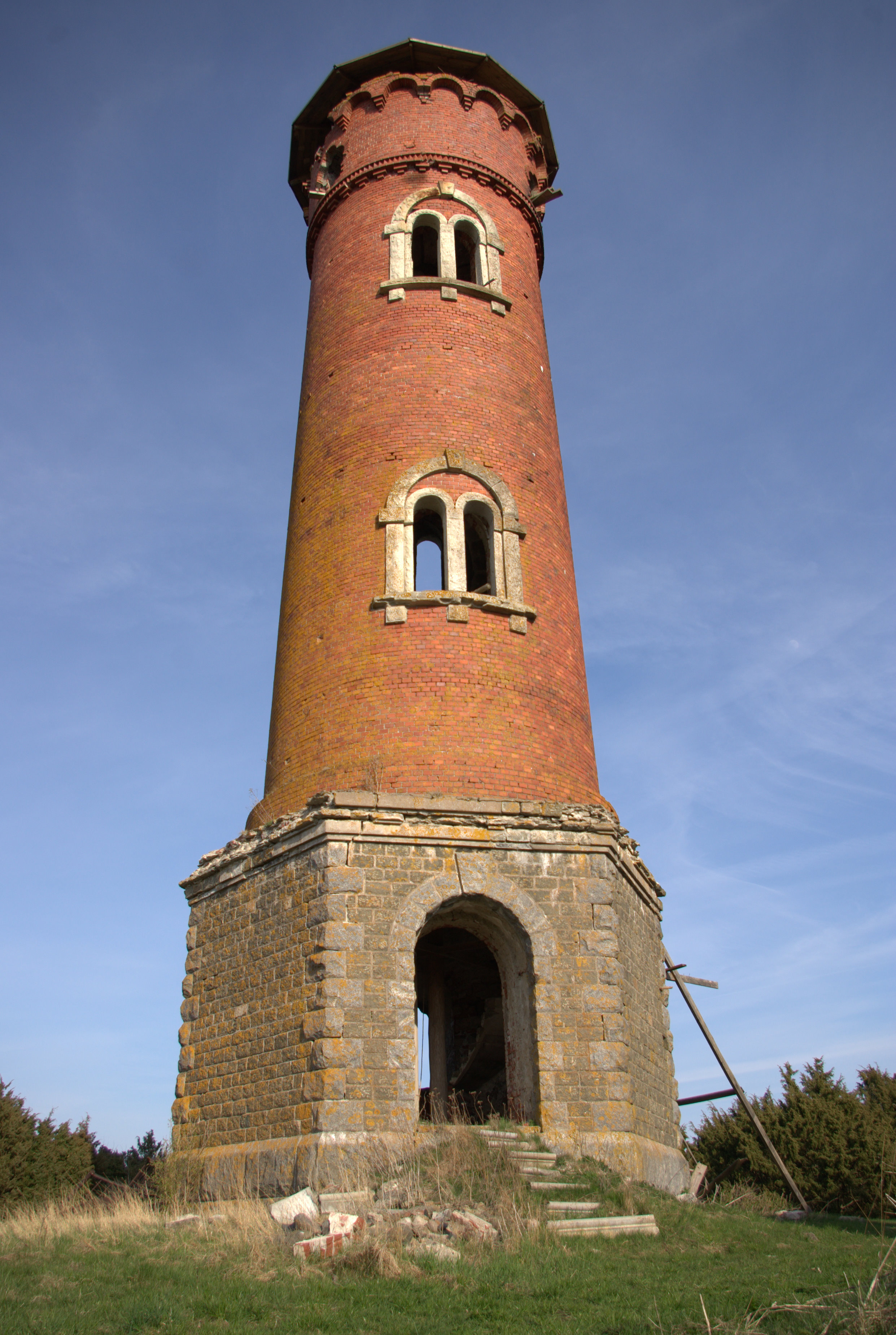
Ehemaliger Leuchtturm

Asva (deutsch Aswa) ist ein Dorf (estnisch küla) auf der größten estnischen Insel Saaremaa. Es gehört zur Landgemeinde Saaremaa (bis 2017: Landgemeinde Laimjala) im Kreis Saare.

## Beschreibung
Das Dorf hat zwölf Einwohner (Stand 31. Dezember 2011). Es liegt 35 Kilometer nordöstlich der Inselhauptstadt Kuressaare. Von 1841 bis 1917 war ein Leuchtturm im Ort in Betrieb.

## Bronzezeit
Ausgrabungen in den 1930er Jahren haben bei Asva eine befestigte Siedlung aus der Bronzezeit nachgewiesen.